# 2018-as Nickelodeon Kids’ Choice Awards
A 2018-as Nickelodeon Kids’ Choice Awards a 2017-ben megjelent legjobb filmes, televíziós, zenés és videójátékos tartalmait díjazta a nézők szavazata alapján. A díjátadót 2018. március 24-én tartották az Inglewood-i The Forumban, a házigazda John Cena volt.  A ceremóniát a Nickelodeon televízióadó közvetítette nemzetközileg élőben. A jelöltek listáját 2018. február 26-án hozták nyilvánosságra, ezúttal pedig minden héten más kategóriában lehetett szavazni.

## Győztesek és jelöltek

### Filmek
| Kedvenc film | Kedvenc színész |
| --- | --- |
| - Jumanji – Vár a dzsungel - A szépség és a szörnyeteg - A legnagyobb showman - A galaxis őrzői vol. 2. - Tökéletes hang 3. - Pókember: Hazatérés - Star Wars: Az utolsó Jedik - Wonder Woman | - Dwayne Johnson – Jumanji – Vár a dzsungel (Dr. Smolder Bravestone) - Ben Affleck – Az Igazság ligája (Bruce Wayne / Batman) - Will Ferrell – Megjött apuci 2. (Brad Whitaker) - Kevin Hart – Jumanji – Vár a dzsungel (Franklin "Mouse" Finbar) - Chris Hemsworth – Thor: Ragnarök (Thor) - Chris Pratt – A galaxis őrzői vol. 2. (Peter Quill / Űrlord) |
| Kedvenc színésznő | Kedvenc animációs film |
| - Zendaya – Pókember: Hazatérés (Michelle) és A legnagyobb showman (Anne Wheeler) - Gal Gadot – Wonder Woman és Az Igazság Ligája (Diana Prince / Wonder Woman) - Anna Kendrick – Tökéletes hang 3. (Beca) - Daisy Ridley – Star Wars: Az utolsó Jedik (Rey) - Zoe Saldana – A galaxis őrzői vol. 2. (Gamora) - Emma Watson – A szépség és a szörnyeteg (Belle) | - Coco - Alsógatyás kapitány: Az első nagyon nagy film - Verdák 3. - Gru 3. - Az Emoji-film - Ferdinánd - Lego Batman – A film - Hupikék törpikék – Az elveszett falu |

### Televízió
| Kedvenc tévéműsor | Kedvenc rajzfilmsorozat |
| --- | --- |
| - Stranger Things - Agymenők - Flash – A Villám - Még mindig Bír-lak - Veszélyes Henry - K.C., a tinikém - Power Rangers Ninja Steel - A Thunderman család | - SpongyaBob Kockanadrág - ALVINNN!!! és a mókusok - A Lármás család - A Simpson család - Tini titánok, harcra fel! - Tini Nindzsa Teknőcök |
| Kedvenc televíziós színésznő | Kedvenc televíziós színész |
| - Millie Bobby Brown – Stranger Things (Eleven) - Candace Cameron Bure – Még mindig Bír-lak (D.J. Tanner-Fuller) - Kaley Cuoco – Agymenők (Penny) - Lizzy Greene – Nicky, Ricky, Dicky és Dawn (Dawn Harper) - Kira Kosarin – A Thunderman család (Phoebe Thunderman) - Zendaya – K.C., a tinikém (K.C. Cooper) | - Jace Norman – Veszélyes Henry (Henry Hart / Veszélyes tini) - Jack Griffo – A Thunderman család (Max Thunderman) - Grant Gustin – Flash – A Villám (Barry Allen / Flash) - Andrew Lincoln – The Walking Dead (Rick Grimes) - Jim Parsons – Agymenők (Sheldon Cooper) - William Shewfelt – Power Rangers Ninja Steel (Brody Romero / Red Ranger) |

### Zene
| Kedvenc együttes                                                                               | Kedvenc férfi zenész |
| ---------------------------------------------------------------------------------------------- | --- |
| - Fifth Harmony - The Chainsmokers - Coldplay - Imagine Dragons - Maroon 5 - Twenty One Pilots | - Shawn Mendes - Luis Fonsi - DJ Khaled - Kendrick Lamar - Bruno Mars - Ed Sheeran |
| Kedvenc női zenész                                                                             | Kedvenc zeneszám |
| - Demi Lovato - Beyoncé - Selena Gomez - Katy Perry - P!nk - Taylor Swift                      | - "Shape of You" – Ed Sheeran - "Despacito (Remix)" – Luis Fonsi, Daddy Yankee feat. Justin Bieber - "HUMBLE." – Kendrick Lamar - "I'm the One" – DJ Khaled feat. Justin Bieber, Quavo, Chance the Rapper, Lil Wayne - "It Ain't Me" – Kygo, Selena Gomez - "Look What You Made Me Do" – Taylor Swift - "That's What I Like" – Bruno Mars - "Thunder" – Imagine Dragons |
| Kedvenc sikeres zenész                                                                         | Kedvenc világsztár |
| - Camila Cabello - Alessia Cara - Cardi B - Noah Cyrus - Khalid - Harry Styles                 | - BTS - Black Coffee - Zara Larsson - Lorde - Maluma - Taylor Swift - The Vamps |

### Egyéb
| Kedvenc vicces YouTube videós | Kedvenc zenés YouTube videós                                                            |
| --- | --------------------------------------------------------------------------------------- |
| - Liza Koshy - DanTDM - Dude Perfect - Markiplier - Miranda Sings - Alex Wassabi                                                                | - JoJo Siwa - Ayo & Teo - Jack & Jack - Johnny Orlando - Jacob Sartorius - Why Don't We |
| Kedvenc videojáték | Kedvenc Instagram háziállat                                                             |
| - Just Dance 2018 - Lego Marvel Super Heroes 2 - Mario Kart 8 Deluxe - Minecraft: Java Edition - Star Wars Battlefront II - Super Mario Odyssey | - Jiffpom - itsdougthepug - Juinperfoxx - Nala_Cat - Realdiddykong - RealGrumpyCat      |
| Kedvenc tánctrend |                                                                                         |
| - "The Backpack Kid"/"Swish Swish" - "The Lemon Challenge" - "The Milly Rock" - "The Rolex" - "The Shoot Dance" - "The Stir Fry"                |                                                                                         |

## Műsorvezetők
A gálán az alábbi műsorvezetők működtek közre:
- Storm Reid
- Hailee Steinfeld
- Nick Cannon
- Kristen Bell
- Grant Gustin
- Channing Tatum
- Zendaya
- Yara Shahidi
- Chloe Kim
- Patrick Schwarzenegger
- Jack Griffo
- Kira Kosarin
- Mel B
- Heidi Klum
- Ben Schwartz
- Kat Graham
- Brandon Mychal Smith
- Jace Norman
- Laurie Hernandez
- Lilimar
- Owen Joyner
- Daniella Perkins
- John Cena (Don Cena-nak öltözve)
- Jaden Smith

## Slime-ot kapó hírességek
A műsor alatt az alábbi hírességeket öntötték nyakon slime-mal.
- Liza Koshy
- Mel B
- Heidi Klum
- JoJo Siwa
- Ashley Banjo
- Laurie Hernandez
- Barbie (animációs rész)
- Shawn Mendes
- John Cena

## Fordítás
- Ez a szócikk részben vagy egészben  a(z)   2018 Kids' Choice Awards című angol Wikipédia-szócikk fordításán alapul.  Az eredeti cikk szerkesztőit annak laptörténete sorolja fel. Ez a jelzés csupán a megfogalmazás eredetét és a szerzői jogokat jelzi, nem szolgál a cikkben szereplő információk forrásmegjelöléseként.